# Abdelwahab El Nawawy
Abdelwahab El Nawawy – egipski judoka.
Uczestnik mistrzostw świata w 1989, 1991 i 1993. Brązowy medalista igrzysk afrykańskich w 1991 roku.